# Robert Bakewell (geólogo)
Robert Bakewell (Nottingham, 10 de março de 1767 — Hampstead, 15 de agosto de 1843) foi um geólogo inglês, que ficou conhecido em vários países devido aos seus livros sobre Geologia.

## Biografia
Ainda nos tempos de estudante, Bakewell se divertia com a construção de telescópios e em observar fios de lã no microscópio. Mais tarde, especulou sobre os efeitos do solo e da comida sobre eles, e publicou suas "Observações sobre a lã" em 1808, em Wakefield, West Yorkshire, a partir de então, ele se dedicou à ciência. Em 1810 correspondeu-se com Richard Kirwan e investigou a Mina de Cobalto em Alderley Edge, Cheshire.

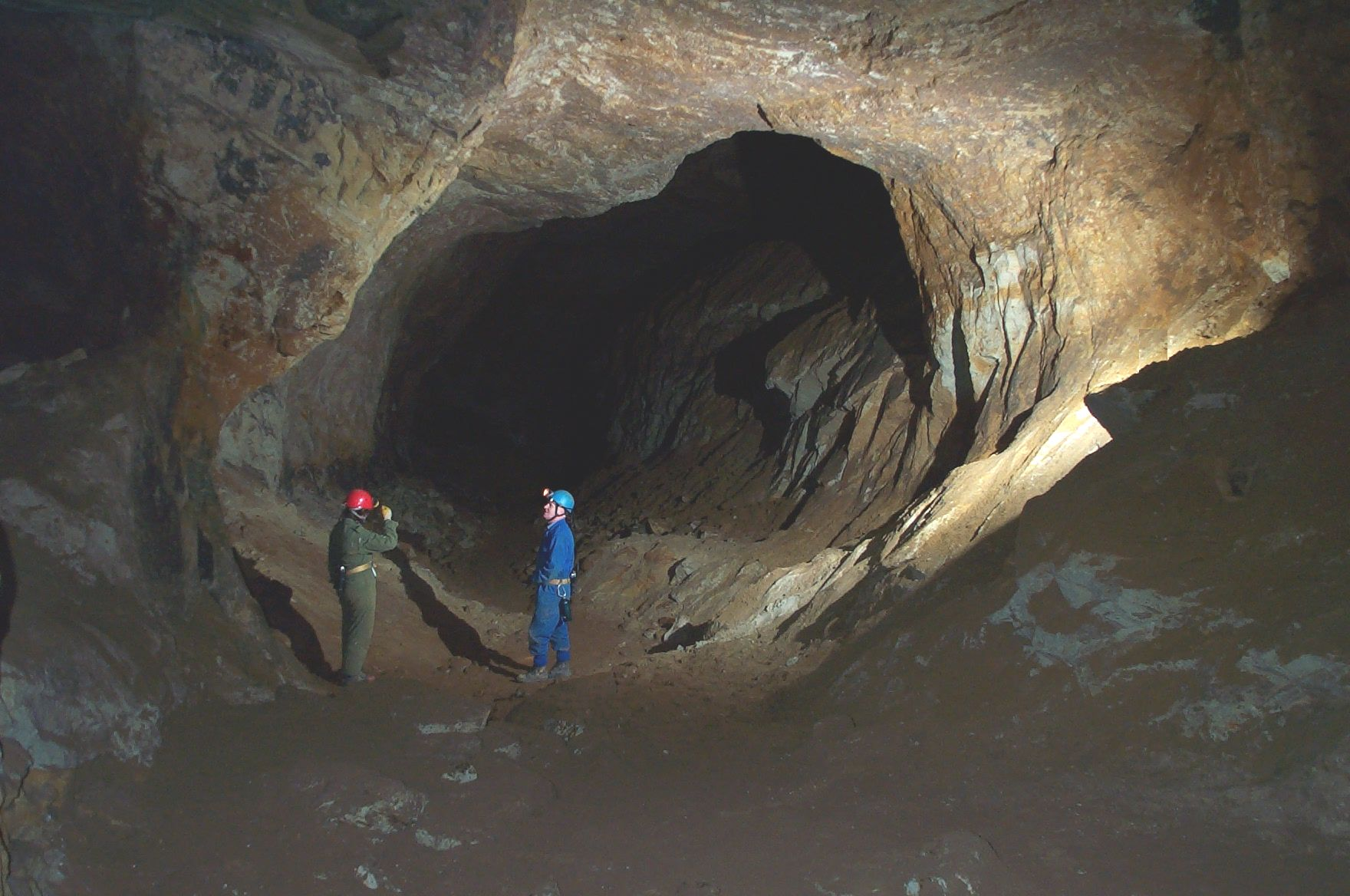
Mina em Alderley Edge, Cheshire.

A partir de 1811, Bakewell lecionou Geologia por todo o país, exibindo seções de formação rochosa e uma carta geológica da Inglaterra e País de Gales, a primeira do seu gênero. Em 1812 esteve envolvido em uma controvérsia com o geólogo John Farey Sr. e outros. No mesmo ano, Bakewell descobriu grandes blocos de rochas, enquanto examinava a Floresta de Charnwood, em Leicestershire e suas pesquisas mineralógicas levaram-no para a Irlanda, para a montanha Cadair Idris, em Gwynedd, e por todos os condados ingleses, exceto um, Hampshire. Apresentou sua "Introdução à Geologia" em 1813, tornando sua característica distinta o fato de que suas ilustrações retratam situações da própria ilha da Grã-Bretanha, acessível aos seus leitores. Este trabalho foi um grande sucesso e veio de "uma pessoa cujo nome não é decorado com quaisquer apêndices, e havia muita novidade na época sobre todas as investigações geológicas, a Sociedade Geológica de Londres, onde Bakewell nunca foi admitido como membro, foi formada apenas no final de 1807.
Bakewell foi incentivado a se estabelecer em Tavistock Street 13, Bedford Square, como instrutor de Geologia e continuou seus estudos mineralógicos em companhia de seus alunos e sozinho. Após ter viajado mais de 3 000 quilômetros nessas pesquisas, publicou uma segunda edição de seu trabalho em 1815. Ela foi traduzida para o alemão por K. H. Müller em Friburgo, e foi seguida por uma "Introdução à Mineralogia" em 1819. Enquanto isso, Bakewell esteve examinando a região carbonífera de Bradford, Manchester, descreveu uma fornalha segura para evitar explosões em minas de carvão, publicou suas "Observações sobre a Geologia de Northumberland e Durham" e a "Formação da parte superficial do globo", com algumas refutações de uma acusação contra ele de plágio.

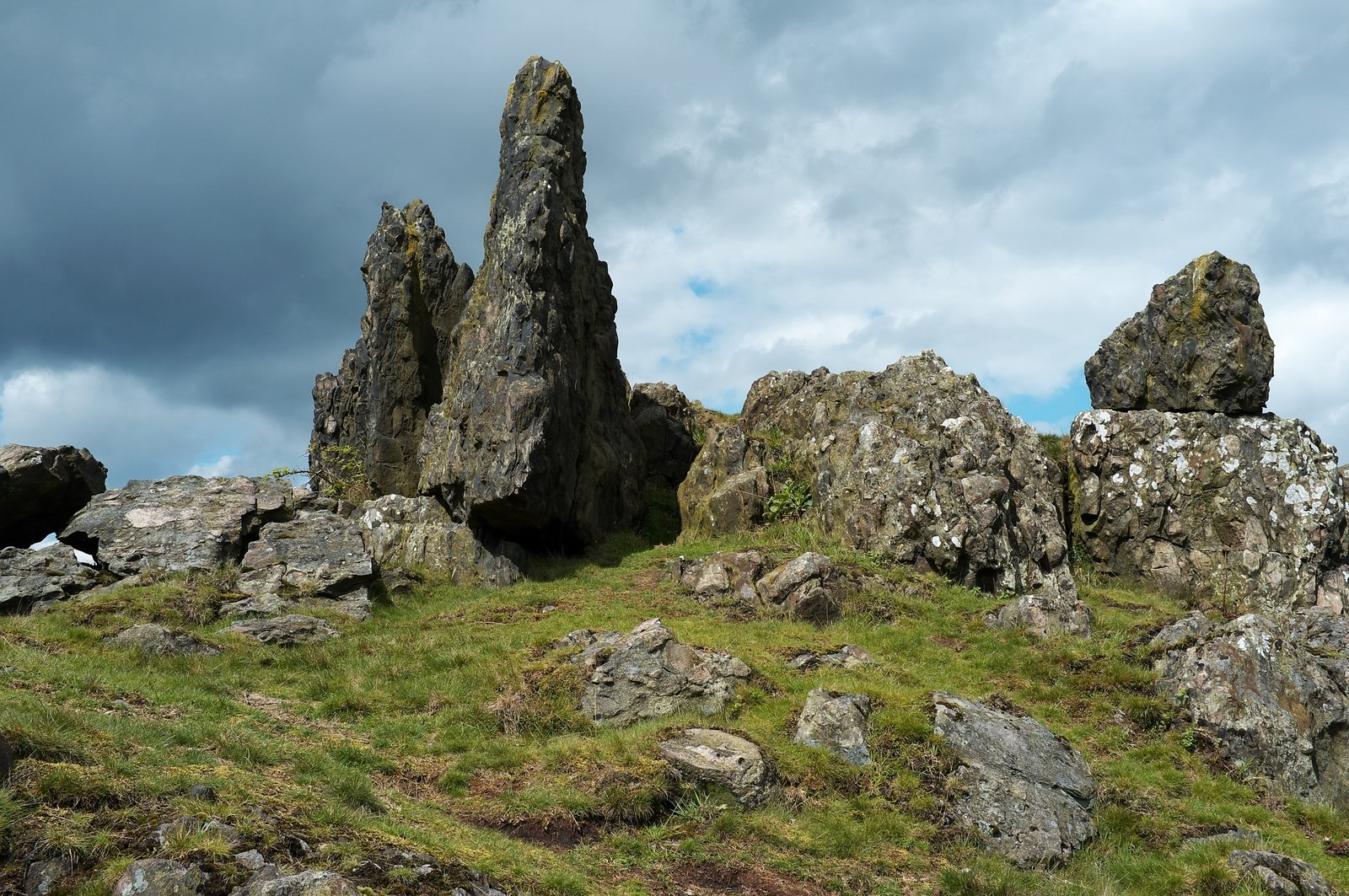
Afloramento de rocha vulcânica do Pré-Cambriano na Floresta de Charnwood, Leicestershire.

Entre 1820 e 1822 Bakewell esteve no vale da Tarentaise, nos Alpes Graios e do Valais, na Suíça e na Auvérnia. Em 1823 publicou suas "Viagens", assim descritas no subtítulo, em dois volumes, com ilustrações, algumas das quais foram feitas por sua esposa. Essas "Viagens", realizadas para estudo geológico, mas cheias de humor e detalhes pessoais, resultaram num ataque teológico a Bakewell pelo Dr. John Pye-Smith. Continuando suas investigações científicas, Bakewell publicou "Sal", "Lava encontrada nas areias perto de Boulogne", "Águas térmicas dos Alpes", "Uma visita ao Museu Mantell em Lewes" e uma terceira edição de sua "Geologia" em 1828, imediatamente reimpressa na América.
Naquela época, Bakewell tinha se estabelecido em Hampstead, onde seu jardim lhe proporcionou a oportunidade de escrever sobre a "Descoberta da Ação do Pólen das Plantas", e onde ele preparou os seguintes artigos científicos: "Vida Orgânica", 1831 "Minas de Ouro nos Estados Unidos", 1832 e "Resíduos Fósseis de Elefantes encontrados em Norfolk", 1835. Uma quarta edição da "Geologia" foi publicada em 1833, o que provocou críticas do Professor Adam Sedgwick, chegou a uma quinta edição em 1838, e ainda tem seus leitores e apoiadores de suas teorias.

## Obras
- Introduction to Geology (1813 / 1815 / 1833 / 1838)[28]
- Introduction to Mineralogy (1819)[27]
- Travels comprising Observations made during a Residence in the Tarentaise, &c. (2 volumes, 1823).[27]
- Suggestions Relative to the Philosophy of Geology, as Deduced from the Facts (1839, «online» (em inglês). )

Para a Rees's Cyclopaedia ele contribuiu com artigos sobre Geologia, Mineralogia, rochas, estratificação, lã e lã penteada.